# Катастрофа de Havilland Comet под Кале
Катастрофа De Havilland Comet под Кале — крупная авиационная катастрофа, произошедшая в ночь на четверг 12 октября 1967 года. Авиалайнер De Havilland DH-106 Comet 4B авиакомпании British European Airways (BEA), зафрахтованный авиакомпанией Cyprus Airways, выполнял плановый рейс CY-284 по маршруту Афины—Никосия, но через 58 минут после взлёта неожиданно рухнул в Средиземное море в 35 километрах к югу от Кале (Турция). Погибли все находившиеся на его борту 66 человек — 59 пассажиров и 7 членов экипажа.
Согласно результатам расследования, причиной катастрофы стал взрыв бомбы, заложенной в салоне самолёта.

## Самолёт
De Havilland DH-106 Comet 4B (регистрационный номер G-ARCO, серийный 6449) был выпущен в 1961 году и первый полёт совершил 5 апреля. 13 апреля того же года был передан авиакомпании British European Airways (BEA), в которой получил имя John Hind. Оснащён четырьмя турбореактивными двигателями Rolls-Royce Avon 524. На день катастрофы налетал 15 470 часов.

## Экипаж и пассажиры
Состав экипажа рейса CY-284 был таким:
- Командир воздушного судна (КВС) — 45-летний Гордон Д. Блэквуд (англ. Gordon D. Blackwood). Очень опытный пилот, ветеран Королевских ВВС Великобритании. В авиакомпании BEA проработал 21 год (с 1946 года). Налетал 14 563 часа, 2637 из них на DH-106 Comet.
- Второй пилот — 34-летний Майкл П. Томас (англ. Michael P. Thomas). Опытный пилот, проходил службу в Королевских ВВС Великобритании. В авиакомпании BEA проработал 10 лет (с 1957 года). Налетал 6318 часов, 2471 из них на DH-106 Comet.
- Сменный второй пилот — 36-летний Деннис Э. Палмер (англ. Dennis E. Palmer). Опытный пилот, выпускник Кембриджской лётной академии, также проходил службу в Королевских ВВС Великобритании (служил в 612-й эскадрилье). В авиакомпании BEA проработал 12 лет (с 1955 года). Налетал 5537 часов, 2550 из них на DH-106 Comet.

В салоне самолёта работали четверо бортпроводников:
- Янакис Лойзу (греч. Yanakis Loizou), 27 лет — старший бортпроводник.
- Никос Хасапопулос (греч. Nicos Hasapopoulos).
- Тельма Ефреми (греч. Thelma Efremi).
- Поппи Фотиу (греч. Poppy Photiou).

| Гражданство    | Пассажиры | Экипаж | Всего |
| -------------- | --------- | ------ | ----- |
| Великобритания | 18        | 3      | 21    |
| Кипр           | 14        | 4      | 18    |
| Греция         | 22        | 0      | 22    |
| США            | 5         | 0      | 5     |
| Всего          | 59        | 7      | 66    |

## Хронология событий
Авиакомпания British European Airways (BEA) имела часть акций авиакомпании Cyprus Airways и, по соглашению, все её рейсы совершались самолётами De Havilland DH-106 Comet авиакомпании BEA.
В 21:45 (11 октября) авиалайнер De Havilland DH-106 Comet 4B борт G-ARCO вылетел из аэропорта Хитроу (Лондон, Великобритания) и взял курс на Афины (Греция), выполняя рейс BE-284; на его борту помимо 7 членов экипажа находились 38 пассажиров и 2154 килограмма груза. Полёт прошёл без отклонений и в 01:11 (12 октября) рейс 284 приземлился в аэропорту Элиникон, а в 01:15 занял своё место на перроне.
В Афинах сошли 6 пассажиров и были выгружены 94 килограмма груза. Далее началась подготовка к следующему рейсу в Никосию, причём на этом этапе рейс выполнялся уже от авиакомпании Cyprus Airways и его номер сменился на CY-284. На период подготовки самолёта к рейсу на его борту остались только КВС и 4 пассажира. Согласно показаниям персоналов британской BEA и греческой Olympic Airways, обслуживание прошло в обычном порядке. Из технических замечаний по лайнеру был только неустранённый дефект лучевого компаса со стороны КВС, о чём было записано в техническом журнале, и о чём прочёл наземный персонал.
Всего в баки дополнительно залили 17 000 килограммов авиатоплива, а также разместили груз до Никосии. Новый багаж разместили в грузовых отделениях №1 и 2, тогда как груз из Лондона находился в отделениях №4 и 5. В салоне разместились летевшие на Кипр пассажиры, в том числе 27 новых; также произошла смена состава 4-х бортпроводников на новый из Cyprus Airways. Авиадиспетчер дал разрешение на полёт в Никосию по воздушному коридору «Красный 19» (англ. Red 19) на эшелоне FL290 (8850 метров). В 02:27 рейс 284 отъехал от перрона и в 02:31 (04:31 местного времени) с 7 членами экипажа и 59 пассажирами на борту вылетел из Афин.
После вылета из Афин лайнер сперва направился на юг, поднявшись до 4100 метров, после чего направился на Сунион, о прохождении которого экипаж доложил в 02:36. В 02:46 с самолёта доложили о прохождении R19B на эшелоне FL290, а также, что рассчитывают достичь Родоса в 03:03. В 02:58 примерно в точке координат 36°41′ с. ш. 27°13′ в. д. произошло расхождение по высоте с другим лайнером DH-106 Comet авиакомпании BEA, который летел на запад на эшелоне FL280 (8550 метров). Командиры обоих самолётов сообщили о наблюдении друг друга, а командир самолёта, летевшего на запад, позже рассказал, что полёт при этом проходил гладко и в хороших погодных условиях. В 03:04 рейс 284 прошёл Родос и в 03:16 было доложено о прохождении точки R19C на эшелоне FL290 и расчётном достижении Мирту (Кипр) в 03:40. Последнее сообщение авиадиспетчер в Афинах не услышал, но его услышал экипаж «Кометы 1», летевшей на запад, после чего передал информацию об этом диспетчеру. В ответ из Афинского диспетчерского центра дали указание рейсу 284 переходить на связь с Никосией.
В 03:18:09 рейс 284 находился примерно в точке с координатами 35°51′ с. ш. 30°17′ в. д. и в 28 километрах восточнее R19C, когда экипаж установил связь с центром УВД в Никосии. Диспетчер передал указания по полёту, однако экипаж не подтвердил получение информации. Все попытки связаться с бортом G-ARCO оказались безуспешными, поэтому были начаты его поиски.
В 04:40 с авиабазы Акротири вылетел поисковый самолёт Королевских ВВС Великобритании, который в 06:25 обнаружил обломки рейса CY-284 в 160 километрах к востоку от Родоса неподалёку от R19C в районе последнего доклада о местонахождении. К следующему дню было найдено 51 тело (3 члена экипажа и 48 пассажиров); тела остальных 15 человек (4 члена экипажа и 11 пассажиров) так и не были найдены, но их также посчитали погибшими. Погибли все 66 человек, находившиеся на борту лайнера.

## Расследование
Большинство погибших были в спасательных жилетах, также у некоторых были обнаружены остановившиеся наручные часы, по которым определили время катастрофы — 03:25 GMT (05:25 местного времени). Комиссия по расследованию установила, что самолёт был повреждён в момент первого сеанса связи с диспетчером Никосии (около 03:15; 05:15) и разрушился в воздухе примерно через 8 минут. Было определено, что обломки самолёта находятся на глубине около 2700-3050 метров и разбросаны в радиусе 91 километра2.
После подъёма и расшифровки бортовых самописцев комиссия предположила, что лайнер мог столкнуться с военным самолётом. Но на сиденье одного из пассажирских кресел, поднятых с поверхности моря на месте катастрофы, были найдены следы пластиковой взрывчатки. После определения причины катастрофы было решено не поднимать из воды оставшиеся обломки.
Согласно выводам комиссии, в тот момент, когда лайнер находился на высоте около 8839 метров, на его борту сработало взрывное устройство в районе места 4A или 5A, после чего лайнер начал разрушаться в воздухе и рухнул в Средиземное море в 160 километрах от острова Родос и в 35 километрах от Кале (Турция). Кто именно пронёс бомбу на борт самолёта, следствию установить не удалось.

### Комментарии
1. ↑  Здесь и далее указано Среднее время по Гринвичу — GMT